# Tschingeltei
Tschingeltei (mongolisch Чингэлтэй, Чингэлтэй дүүрэг ᠴᠢᠩᠭᠢᠯ ᠲᠡᠢ
ᠲᠡᠭᠦᠷᠭᠡ) ist einer der neun Düüregs (Distrikte) der mongolischen Hauptstadt Ulaanbaatar. Er ist unterteilt in 19 Choroos (Subdistrikte); diese sind durchnummeriert. 2004 hatte der Distrikt etwa 158.014 Einwohner in 8930 Haushalten.

## Geographie

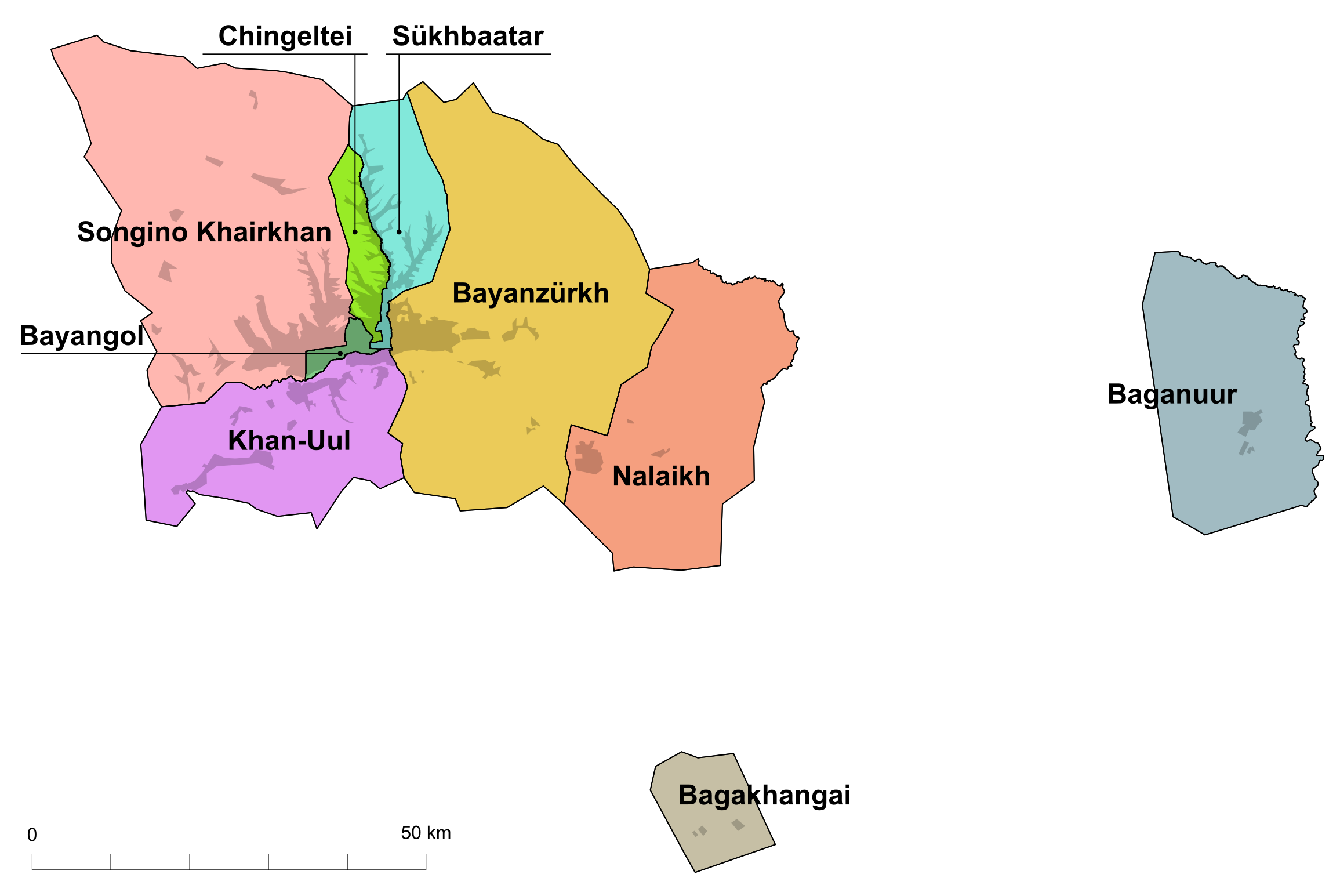
Distrikte der Hauptstadt Ulaanbaatar

Der Distrikt umfasst eine Fläche von ca. 89,3 km² und bildet zusammen mit Süchbaatar und Bajangol das Zentrum der Stadt. Er zieht sich aber von dort weit nach Norden parallel zum Nachbardistrikt Süchbaatar und zu Songino Chairchan im Westen. Er liegt am Fuß des Berges Tschingeltei Uul, nach dem er auch benannt ist.
Eine Sehenswürdigkeit ist das Mongolyn Üleg Gürweliin Töw Mudsjei (Монголын Үлэг Гүрвэлийн Төв Музей – Zentralmuseum für Dinosaurier der Mongolei).